# Коровино (Костромська область)
Коровино (рос. Коровино) — присілок в Мантуровському районі Костромської області Російської Федерації.
Населення становить 12 осіб. Входить до складу муніципального утворення Подвигалихинське сільське поселення.

## Історія
Від 1944 року населений пункт належить до Костромської області.
Від 2007 року входить до складу муніципального утворення Подвигалихинское сельское поселение.

## Населення
| 2008 | 2010 | 2014 |
| ---- | ---- | ---- |
| 13   | ↘12  | →12  |